# Heinrich Siedentopf
Heinrich Friedrich Siedentopf (Hanôver, 1 de dezembro de 1906 – Tubinga, 28 de novembro de 1963) foi um físico e astrônomo alemão.
Em 1930 tornou-se assistente de Heinrich Vogt, ingressando mais tarde no observatório nacional de Heidelberg. Entre 1940 e 1946 foi Professor de Astronomia na Universidade de Jena, e diretor do observatório. Em 1949 foi professor da Universidade de Tübingen, onde mais tarde morreu de ataque cardiaco.